# Гетерокумулени
Ге́терокумуле́ни (рос. гетерокумулены, англ. heterocumulenes) — кумулени, в яких один або більше вуглецевих атомів кумулятивної системи зв'язків замінено на гетероатоми. Прикладом гетерокумулену є система О=С=С=С=О. Однак до цього ряду не належать кетен СН2=С=О і карбон діоксид О=С=О, які є гетероаленами.